# Trichopteryx insontata
Trichopteryx insontata là một loài bướm đêm trong họ Geometridae.